# Xanthoparmelia convolutoides
Xanthoparmelia convolutoides är en lavart som beskrevs av Elix. Xanthoparmelia convolutoides ingår i släktet Xanthoparmelia och familjen Parmeliaceae.   Inga underarter finns listade i Catalogue of Life.